# Zhelanne
Zhelanne (en ucraniano: Желанне; en ruso: Желанное, romanizado: Zhelánnoye) es un pueblo ucraniano perteneciente al óblast de Donetsk. Situado en el este del país, es parte del raión de Pokrovsk y del municipio (hromada) de Ocherétine.

## Geografía
Zhelanne se encuentra unos 40 km al noroeste de Yasinuvata y unos 50 km al noroeste de Donetsk. 

## Historia
Zhelanne fue fundado en 1880 como asentamiento de una estación de tren. El pueblo tiene estatus de asentamiento de tipo urbano desde 1969.
Zhelanne fue parte del raión hasta que fue abolido el 18 de julio de 2020 como parte de la reforma administrativa de Ucrania, que redujo el número de raiones del óblast de Donetsk a ocho, de las cuales solo cinco estaban controladas por Ucrania, y fue incorporada al raión de Pokrovsk. En 2023, Zhelanne perdió el estatus de asentamiento de tipo urbano en la legislación ucraniana debido a la eliminación de este estatus administrativo.

## Demografía
La evolución de la población de Zhelanne entre 1959 y 2022 fue la siguiente:
| 1555                                                          | 1793 | 1634 | 1596 | 1609 | 1471 | 1384 | 1325 | 1274 |
| (Fuente: Cities & Towns of Ukraine y UKRAINE: Größere Städte) |      |      |      |      |      |      |      |      |

Según el censo de 2001, la lengua materna de la mayoría de los habitantes, el 50,53%, es el ruso; del 48,35% es el ucraniano.

## Infraestructura

### Transporte
La estación de trenes de Zhelanne se encuentra en la línea Donetsk-Pokrovsk.